# Elecciones estatales de Chiapas de 1995
Las elecciones estatales de Chiapas de 1995 se realizaron el domingo 15 de octubre de 1995 y en ellas se renovaron los siguientes cargos de elección popular del estado mexicano de Chiapas:
- 40 diputados del Congreso del Estado. 24 electos por mayoría relativa y 16 designados mediante representación proporcional para integrar la LIX Legislatura.
- 111 ayuntamientos. Compuestos por un presidente municipal y sus regidores, electos para un periodo de tres años.

## Resultados electorales

### Congreso del Estado de Chiapas
|  | 45.20 % |

|  | 27.83 % |

|  | 13.70 % |

|  | 3.06 % |

|  | 1.54 % |

|  | 1.08 % |

|  | 0.72 % |

|  | 0.32 % |

|  | 6.51 % |

|  | 100 % |

### Ayuntamientos
|  | 44.98 % |

|  | 28.28 % |

|  | 14.31 % |

|  | 2.76 % |

|  | 1.36 % |

|  | 1.25 % |

|  | 0.67 % |

|  | 0.15 % |

|  | 93.83 % |

|  | 6.17 % |